# GAZ-3111 Wołga
GAZ-3111 Wołga – samochód marki Wołga zaprezentowany przez GAZ na salonie motoryzacyjnym w Moskwie w 1998 roku.
Pierwsze samochody wyprodukowano 28 grudnia 1999 roku, w lipcu 2000 auto weszło do produkcji seryjnej na niewielką skalę. W odróżnieniu od poprzednich Wołg, nowy samochód odróżniał się całkowicie nowym nadwoziem, z nowoczesną stylizacją. Podobna pozostała jednak konstrukcja, z silnikiem umieszczonym podłużnie z przodu, napędzającym tylne koła poprzez most napędowy, zawieszony na resorach półeliptycznych. Podstawowym silnikiem był rzędowy czterocylindrowy silnik z wtryskiem paliwa ZMZ-4052.10 o pojemności 2464 cm³ i mocy 155 KM. 
Z powodu wysokiej ceny (15-16 tys. dolarów USA) i niedopracowanej konstrukcji, samochód nie cieszył się powodzeniem i był wyprodukowany w bardzo małej liczbie. W 2000 zbudowano ich 53, w 2001 — 342, w 2002 - 20, łącznie 415, nie licząc pewnej liczby samochodów przedseryjnych<. W 2002 zaprzestano produkcji i produkowano ten model jedynie na specjalne zamówienie (w 2004 wyprodukowano 9 sztuk).